# Bahnhof Paneriai

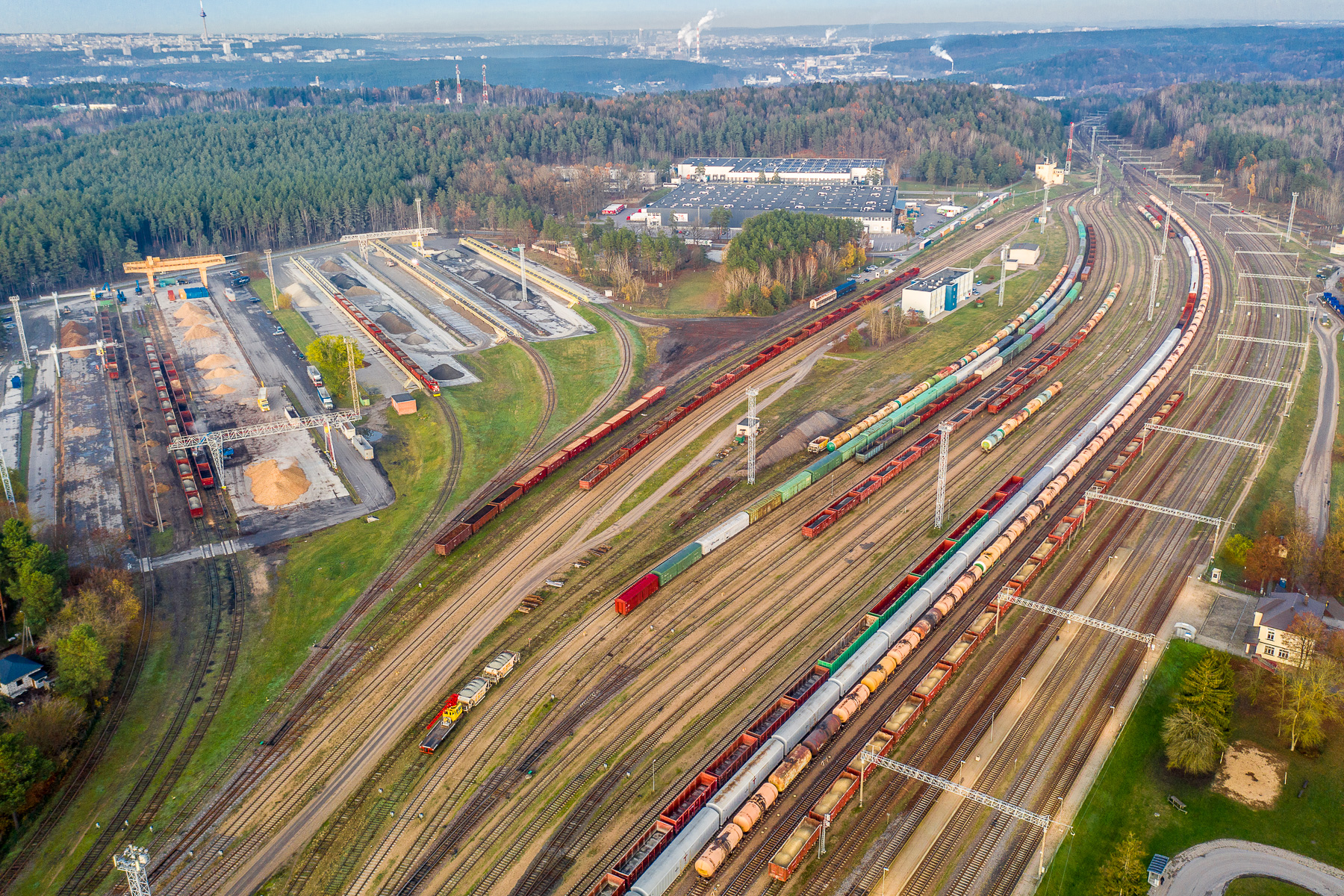
Vilnius-Paneriai Bf

Der Bahnhof Paneriai (litauisch:  Panerių geležinkelio stotis) ist ein Bahnhof in Aukštieji Paneriai, im südwestlichen Stadtteil der litauischen Hauptstadt Vilnius.
Der Bahnhof gehört dem litauischen Eisenbahnunternehmen AB „Lietuvos geležinkeliai“. Hier gibt es eine Container-Verladeanlage, mit der der Container-Zug „Vikingas“ Richtung Belarus und Ukraine beladen wird. Seit dem 26. September 2013 fährt der Container-Zug „Baltijos vėjas“ (dt. Ostsee-Wind) vom Bahnhof Paneriai nach Kasachstan.

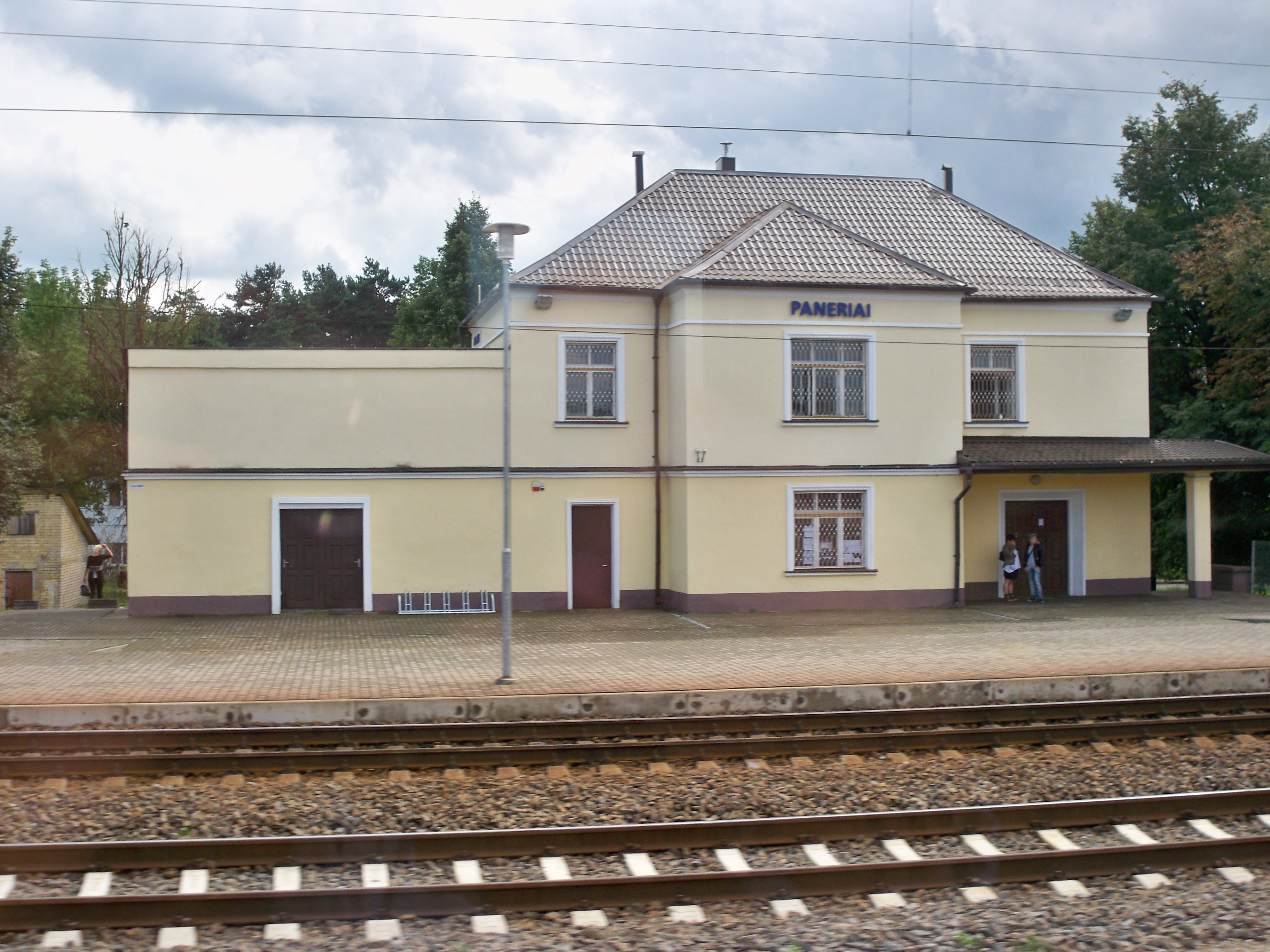
Bahnhofsgebäude

Es gibt Verbindungen nach Kaunas, Trakai, Marcinkonys, Varėna und Valčiūnai.
Im westlichen Bahnhofsteil befindet sich ein in Litauen seltenes Eisenbahnviadukt, wo die Strecke Paneriai–Vaidotai die Strecke Vilnius–Kaišiadorys kreuzt. Unweit vom Bahnhof Paneriai befindet sich der zwischen 1859 und 1861 gebaute Eisenbahntunnel von Paneriai, der nach der teilweisen Zerstörung im Zweiten Weltkrieg geschlossen wurde.
Jährlich findet, organisiert von der litauischen Judengemeinschaft, der „Marsch der Lebenden“ (litauisch: Gyvųjų maršas) statt vom Bahnhof zum Mahnmal Paneriai zum Andenken der Opfer des Massakers von Paneriai.
Im Bahnhof ist ein Büro der Gewerkschaft der Mitarbeiter der litauischen Eisenbahngesellschaft (litauisch: AB „Lietuvos geležinkeliai“ Panerių stoties darbuotojų profesinė sąjunga).